# Барду, Пауль Иосиф
Пауль Иосиф (Йозеф) Барду (нем. Paul Joseph Bardou ; 1745, Базель — 1 февраля 1814, Берлин) — немецкий живописец-портретист и рисовальщик пастелью академического направления .

## Биография
Художник Французского происхождения. Сын ткача из Лангедока. В конце 1840-х годов вместе с семьёй переехал из Базеля в Берлин. С одиннадцати лет брал уроки рисования в Прусской королевской академии искусств у Блеза Николя Лесюёра. К 1770 году уже брал собственных учеников.
С 1804 года — член Прусской королевской академии искусств в Берлине.
Среди его самых известных работ — портреты поэта Иоганна Тимофея Гермеса, принцессы Луизы Прусской, Анри де Катта (личного секретаря Фридриха Великого) и композитора Карла Фридриха Цельтера. Работал в основном пастелью, но его более крупные портреты написаны маслом.
Брат скульптора Эмануэля Барду, его племянником был Карл Вильгельм Барду, российский художник-портретист.

## Галерея

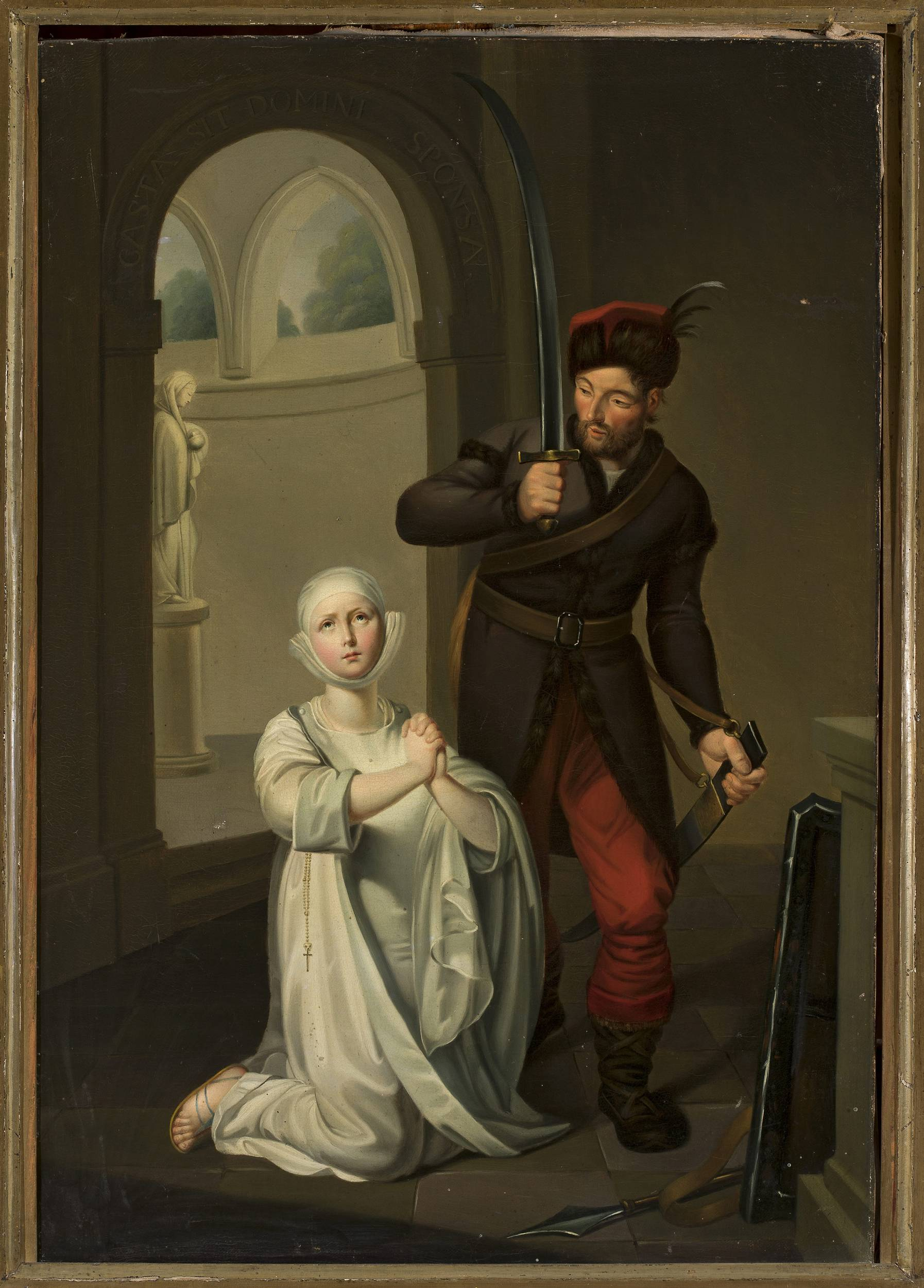
Добродетельная монахиня
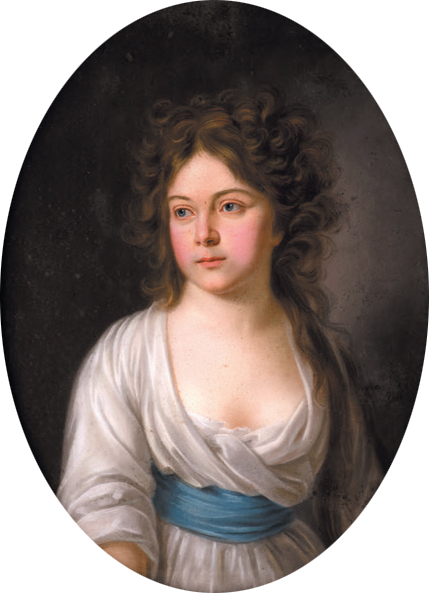
Портрет принцессы Луизы Прусской
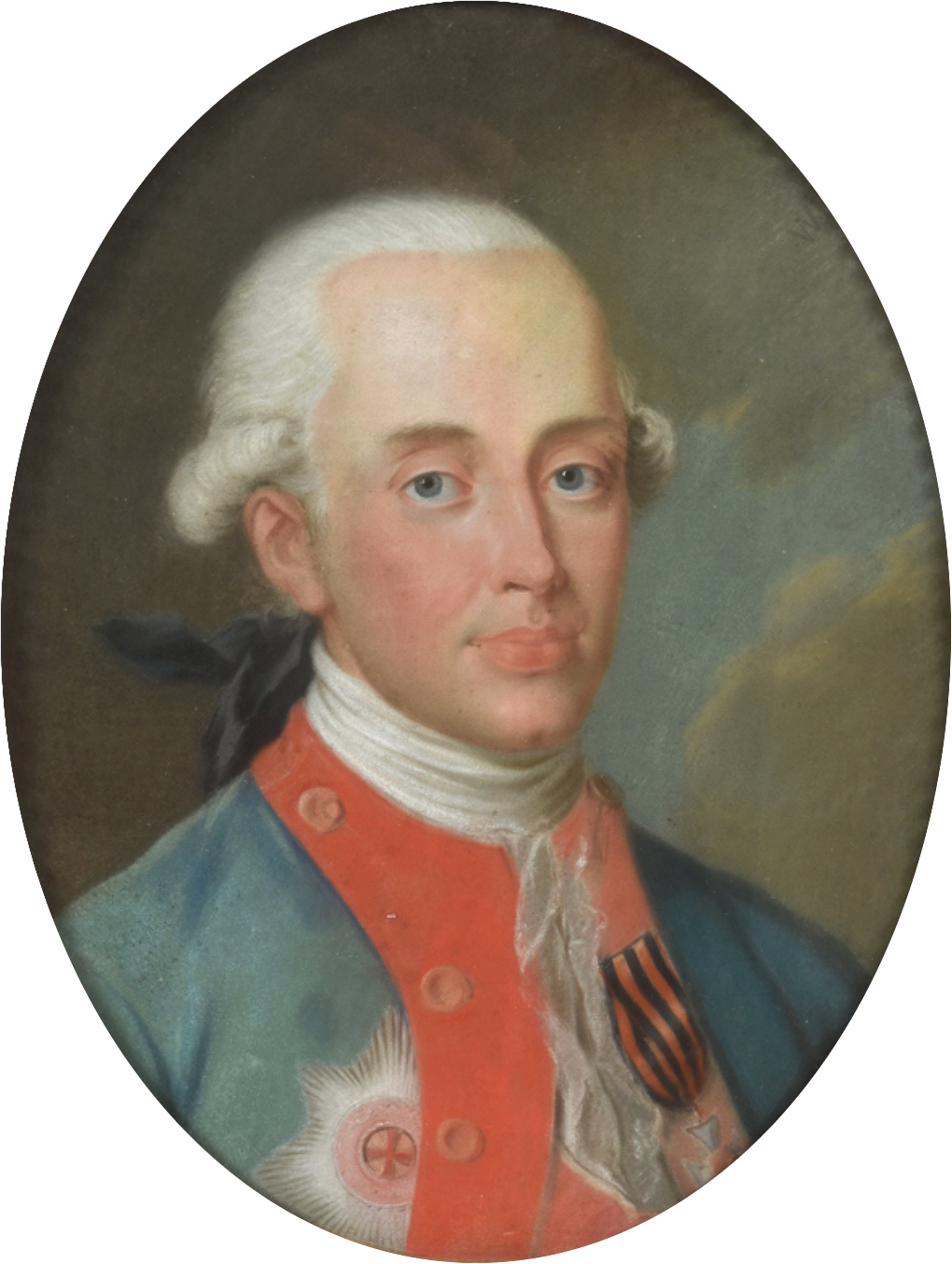
Портрет Виктора Амадея Ангальт-Бернбургского, генерал-поручика, родственника Екатерины II